# Qアノン・アノニマス
Qアノン・アノニマス（QAnon Anonymous、QAA） は、陰謀論を分析して誤りを証明する調査報道ポッドキャスト。 
このポッドキャストは、画像掲示板4chanで「Q」と名乗る人物による最初の数件の投稿があった時から約10か月後となる、2018年8月に初公開された。ナショナル・パブリック・ラジオは、QAAを「オンライン陰謀論を追跡し、嘘を暴くポッドキャスト」と呼び、当初はQアノン陰謀論に焦点を当てていたが、その後、関連する陰謀論全般と、他の時代の陰謀論的思考の歴史について議論するようになった。 
QAAは、Qアノンを「包括政党陰謀論」および「他の根拠のない陰謀論の根底にある物語を提供する、メタ陰謀論」として説明している。 
ワシントン・ポストは、2020年のポッドキャスト・オブ・ザ・イヤーにQアノン・アノニマスを指名した。 